# Château des fées
Le château des Fées, château défait ou encore château du Waridon est une forteresse médiévale dont les ruines se trouvent sur le cours supérieur de la Meuse française à hauteur du lieudit Le Waridon (commune de Montcy-Notre-Dame) dans le département des Ardennes et dont les origines remontent entre le IXe et le XIe siècle. 
Ce château semble avoir inspiré le château d'Oridon cité dans divers manuscrits et chansons de geste, ainsi que le château de Montessor, de la Chanson des quatre fils Aymon.

## Localisation
Les ruines de l'ancien château fort sont situées au lieudit Le Waridon sur un éperon rocheux qui surplombe la Meuse et Montcy-Saint-Pierre, quartier de Charleville-Mézières.

## Historique

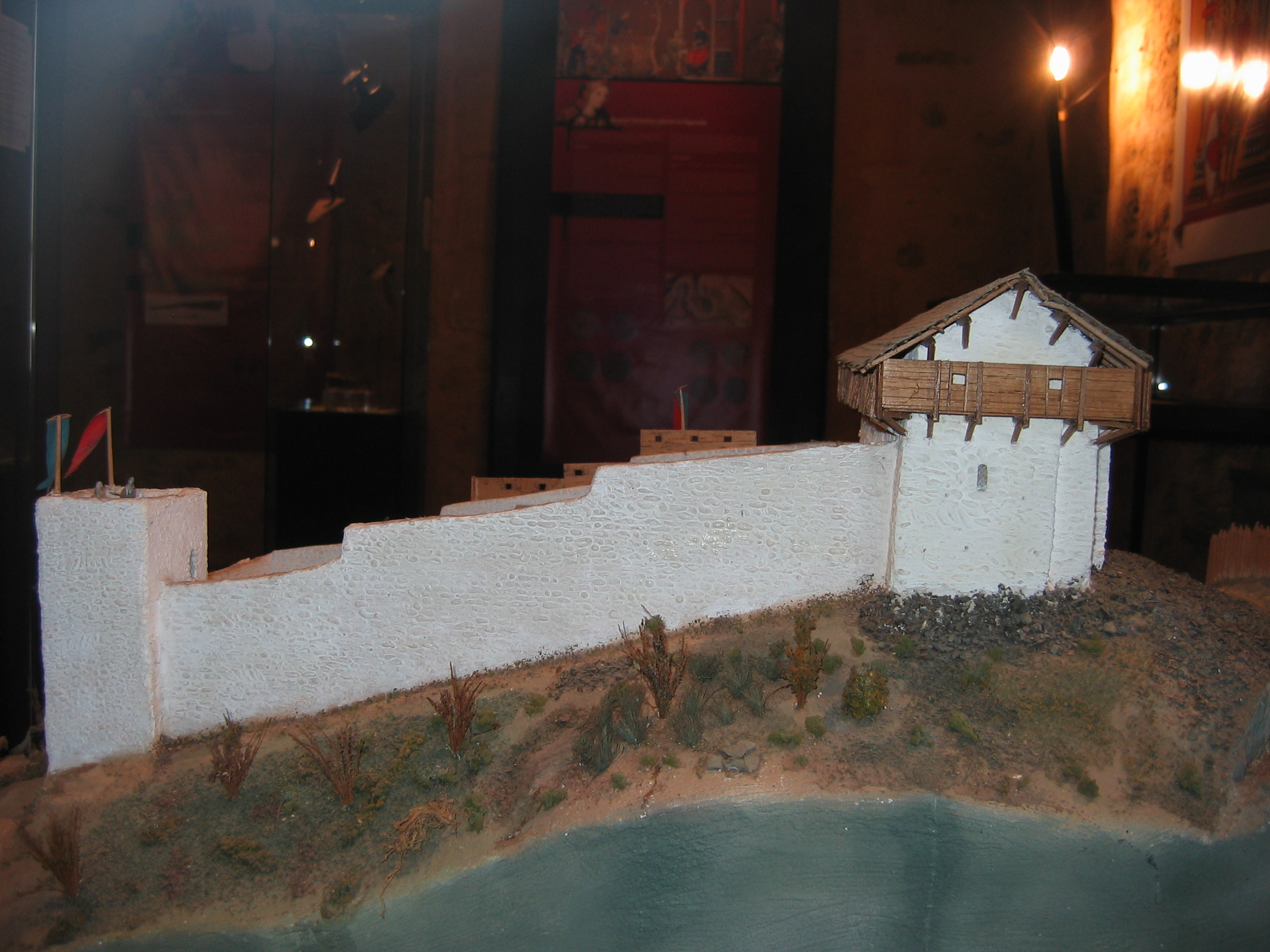
Une reconstitution du château des fées (en vitrine du musée de l'Ardenne à Charleville-Mézières)

La construction originale remonterait à l’an 870.
Lors des diverses fouilles, les strates font apparaître les traces d'un incendie datant de la fin du Xe ou du début du XIe siècle ; cette datation découle des pièces de monnaie qui ont été découvertes dans le donjon et à l’extérieur de l’enceinte.
L'édifice en pierre, le plomb de vitre trouvé, l'alimentation très carnée témoignent de l'importance du châtelain. À l'époque le bois était de mise. Le nom que l'édifice portait à l'époque est inconnu, le nom « château des Fées » remonte à l'an 1020, date de sa destruction sans doute par les troupes de l'archevêché de Reims. Si des légendes ont entouré le lieu des siècles durant, il semble en effet que le nom de château des fées soit une transformation de château défait.
Au début du XVIe siècle le château a été reconstruit par François d’Aspremont qui la transforme en demeure seigneuriale. Ce fort, avec celui de Lumes, lui permettait de contrôler les voies fluviales menant à Charleville et de rançonner bateaux et voyageurs. François Ier le bannit et le destitue en 1534. En 1629, la forteresse de Woiru (Woiridon) est mentionnée comme étant détruite.
La construction est abandonnée et envahie par la végétation et ce n'est que dans les années 1940-1950 qu'elle est redécouverte. Le travail de défrichage est entrepris puis des fouilles entamées en 1984.

## Les fouilles
Les  fouilles ont permis de découvrir un mur de pierres sèches, témoin d'un édifice à plan rectangulaire de 18 × 10 mètres.
Les pièces archéologiques sont conservées au musée de l'Ardenne : plombs de vitres, verrerie, métaux (plomb et alliages), pièces de monnaie, pointes de flèches, carreaux d'arbalètes, graines, céramiques, ossements d'animaux (restes de gibier).
Les fouilles ont permis de tracer la chronologie du bâti :
1. un bâtiment primitif rectangulaire est construit en matériaux périssables (empreintes des trous de poteau) ;
2. une grande tour rectangulaire en maçonnerie « arêtes de poisson » lui succède, les tranchées de fondation sont taillées dans le rocher ; puis ajout d'annexes à l'est et à l'ouest ;
3. destruction par incendie au XIe siècle, datée par deux deniers d'argent et obole ;
4. reconstruction au XVIe siècle.

## Correspondances dans la littérature et les chansons de geste médiévales
Ce château aurait inspiré le légendaire Montessor, la forteresse des quatre fils Aymon dans les Ardennes, nommée d'après Renaud de Montauban. C'est tout au moins la proposition établie en 1861, par Prosper Tarbé, faisant correspondre à ce château légendaire le château de Waridon à Montcy-Notre-Dame.
De même, un château d'Oridon  « une tour bien haute au sommet d'un piton dans la forêt d'Ardenne », est mentionné dans plusieurs poèmes épiques médiévaux : la description et la consonance semble coïncider également avec ce château du Waridon,.

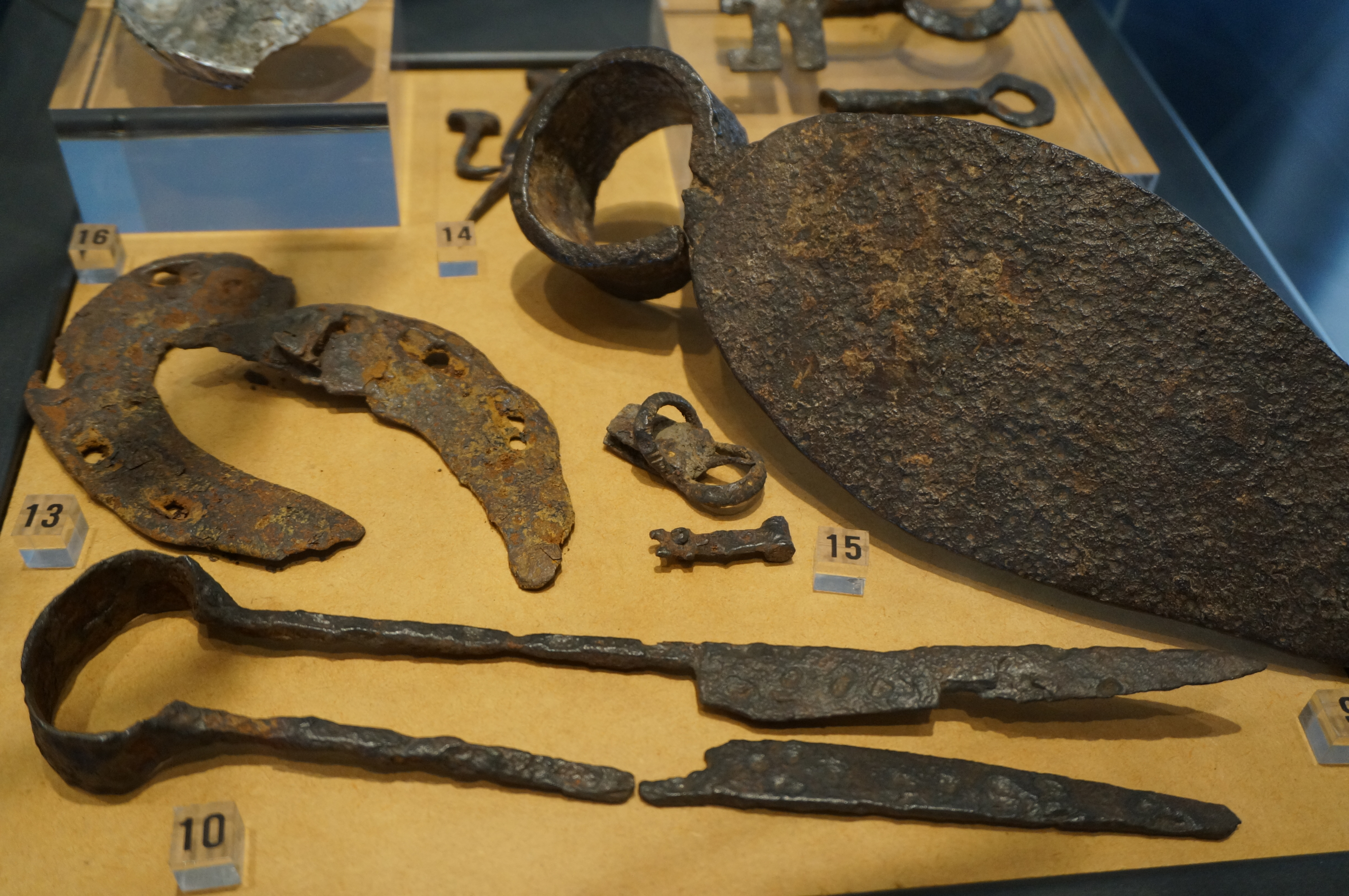
Forces et autres pièces présentés au musée de l'Ardenne.
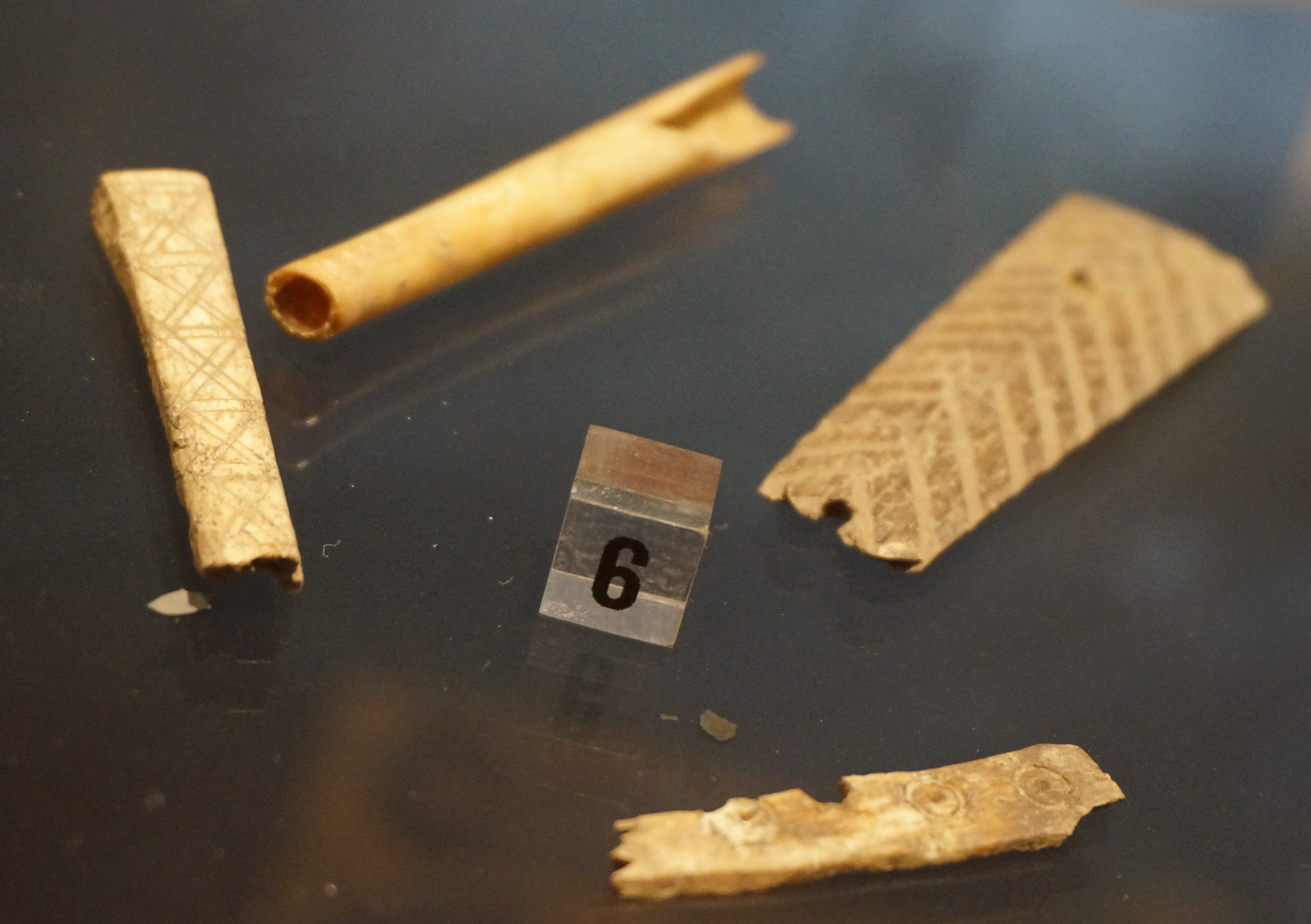
os gravés trouvés lors des fouilles.